# Aleksiej Sokołow (komisarz ludowy)
Aleksiej Grigorjewicz Sokołow (ros. Алексей Григорьевич Соколов, ur. 1911 we wsi Pigasowo w guberni pskowskiej, zm. w styczniu 1985 w Obnińsku) – funkcjonariusz radzieckich organów bezpieczeństwa, generał major, ludowy komisarz spraw wewnętrznych Baszkirskiej ASRR (1939–1941 i 1941–1943), ludowy komisarz bezpieczeństwa państwowego Baszkirskiej ASRR (1941 i 1943–1945).

## Życiorys
1926-1929 uczeń szkoły fabryczno-zawodowej przy fabryce im. Stalina w Leningradzie, od 1930 w WKP(b), 1931-1933 sekretarz komitetu Komsomołu w leningradzkiej odlewni żeliwa, od stycznia do września 1933 instruktor Obwodowego Komitetu Związku Budowlańców w Leningradzie, od września 1933 do stycznia 1934 służył w Armii Czerwonej, od stycznia do września 1934 na poprzednim stanowisku. Od września 1934 do kwietnia 1936 studiował w Wyższej Szkole Ruchu Zawodowego, później był w niej sekretarzem komitetu WKP(b), od stycznia do grudnia 1938 instruktor wydziału organów partyjnych i wydziału kadr partyjnych Komitetu Miejskiego WKP(b) w Leningradzie. Od 17 stycznia 1939 do 13 marca 1941 ludowy komisarz spraw wewnętrznych Baszkirskiej ASRR, od 13 marca do 5 sierpnia 1941 ludowy komisarz bezpieczeństwa państwowego Baszkirskiej ASRR, od 5 sierpnia 1941 do 7 maja 1943 ponownie ludowy komisarz bezpieczeństwa państwowego tej republiki, od 7 maja 1943 do 14 czerwca 1945 ponownie ludowy komisarz bezpieczeństwa państwowego Baszkirskiej ASRR. Od 17 stycznia 1939 kapitan bezpieczeństwa państwowego, od 14 lutego 1943 pułkownik, od 18 marca 1944 komisarz bezpieczeństwa państwowego. Od 14 czerwca 1945 do 16 września 1950 szef Zarządu NKGB/MGB w obwodzie omskim, 9 lipca 1945 mianowany generałem majorem, od 16 września 1950 do 16 marca 1953 szef Zarządu MGB w obwodzie saratowskim, od 16 marca 1953 do 26 marca 1954 szef Zarządu MWD w obwodzie saratowskim, od 26 marca 1954 do 23 kwietnia 1956 szef Zarządu KGB w tym obwodzie. Od 23 kwietnia 1956 do 2 sierpnia 1958 starszy doradca KGB w Albanii, następnie w rezerwie. Pracował w Ministerstwie Budowy Maszyn Średnich ZSRR, później był zastępcą dyrektora instytutu fizyczno-energetycznego w Obnińsku, od marca 1974 na emeryturze. Deputowany do Rady Najwyższej Rosyjskiej FSRR 4 kadencji (1955-1959).

## Odznaczenia
- Order Czerwonego Sztandaru Pracy (22 marca 1944)
- Order Czerwonej Gwiazdy (dwukrotnie, m.in. 20 września 1943)
- Order „Znak Honoru” (26 kwietnia 1940)
- Medal 100-lecia urodzin Lenina
- Medal „Za zwycięstwo nad Niemcami w Wielkiej Wojnie Ojczyźnianej 1941–1945”
- Medal jubileuszowy „Dwudziestolecia zwycięstwa w Wielkiej Wojnie Ojczyźnianej 1941–1945”
- Medal jubileuszowy „Trzydziestolecia zwycięstwa w Wielkiej Wojnie Ojczyźnianej 1941–1945”
- Medal jubileuszowy „Czterdziestolecia zwycięstwa w Wielkiej Wojnie Ojczyźnianej 1941–1945”
- Medal jubileuszowy „30 lat Armii Radzieckiej i Floty”
- Medal jubileuszowy „40 lat Sił Zbrojnych ZSRR”
- Medal jubileuszowy „50 lat Sił Zbrojnych ZSRR”
- Medal jubileuszowy „60 lat Sił Zbrojnych ZSRR”
- Odznaka „Zasłużony Funkcjonariusz NKWD” (4 lutego 1942)
- Odznaka „Honorowy Funkcjonariusz Bezpieczeństwa” (23 grudnia 1957)
- Odznaka „50 lat Członkostwa w KPZR"